# Frank Findeiß
Frank Findeiß (Treviri, 19 settembre 1971) è uno scrittore e poeta tedesco.

## Biografia
Frank Findeiß è nato a Treviri (Renania-Palatinato) nel 1971. Dopo la maturità allo Staatliches Hilda-Gymnasium di Coblenza ed il servizio militare nel Heeresmusikkorps 300, inizia a studiare la filosofia, scienze dell'educazione e sociologia alla Università di Bonn nell'autunno 1994. Nell'estate del 2001 scrive sua tesi su Karl Marx, ottenendo il titolo academico Magister artium. Porta a termine alcuni tirocini e lavorò come freelancer per la radio e per la rivista online bumbanet.de. Nel 2008 comincia una formazione come giornalista professionale alla Freien Journalistenschule di Berlino. Termina 2010 con successo.
Durante gli anni novanta, durante lo studio a Bonn e l'esercizio professionale inizia a scrivere. All'inizio degli anni 2000 si distingue per varie pubblicazioni. Attualmente si trova nelle antologie liriche, oltre che nella serie Junge Lyrik,  casa editrice Martin Werhand Verlag. Inoltre sua lirica è stata apprezzata in progetti interregionali, come per esempio negli anni 2006/2007 sull'organizzazione Poesie bewegt ("Poesia in moto"), che è stata iniziata da Renato Mismetti e Joachim Truz, direttori artistici della fondazione Appolon Stiftung, insieme la Bremer Straßenbahn AG (Società Tramvia di Brema s.p.a.). Viene apprezzato anche durante l'evento Lesezeichen 2014, iniziato dall'associazione Förderverein Forum- Literaturbüro e.V. Hildesheim.
In aprile del 2015 è stata pubblicata sua prima antologia Sozialisolation nella serie 100 Gedichte sulla casa editrice Martin Werhand Verlag.La sua seconda pubblicazione lirica chiamata Blutonium è uscita nel 2016 nella stessa serie e la stessa casa editrice. La sua terza pubblicazione lirica chiamata Albtrauma è uscita nel 2017 nella serie 50 Gedichte. Nelle sue opere Frank Findeiß si occupa soprattutto di argomenti politici e della critica sociale. Frank Findeiß lavora come pedagogo musicale a Bad Godesberg.
Findeiß è membro della Verband deutscher Schriftstellerinnen und Schriftsteller (VS) e della Deutscher Fachjournalisten-Verband (DFJV).

## Pubblicazioni (selezione)

### Libri
- 2014 Psychologische Elemente in der Anthropologie von Karl Marx: Ein Beitrag zur Genese seines Menschenbildes. AVM Akademische Verlagsgemeinschaft Monaco di Baviera, ISBN 978-3-86924-576-8.
- 2015 Sozialisolation. 100 Gedichte. Martin Werhand Verlag, Melsbach, ISBN 978-3-943910-16-2.
- 2016 Blutonium. 100 Gedichte. Martin Werhand Verlag, Melsbach, ISBN 978-3-943910-22-3.
- Herbert Grönemeyers Menschenbild im Spannungsfeld zwischen Philanthropie und Kulturpessimismus – Das Verhältnis von Individuum und Gesellschaft in seinen Texten. Verlag Die Blaue Eule, Essen, 2017, ISBN 978-3-89924-460-1.
- 2017 Albtrauma. 50 Gedichte. Martin Werhand Verlag, Melsbach, ISBN 978-3-943910-43-8.
- 2018 Kassiber. 50 Gedichte. Martin Werhand Verlag, Melsbach, ISBN 978-3-943910-62-9.
- 2019 Alphasucht. 50 Gedichte. Martin Werhand Verlag, Melsbach, ISBN 978-3-943910-66-7.

### Antologie (selezione)
- Junge Lyrik III - 50 Dichterinnen und Dichter. Antologia, Martin Werhand Verlag, Melsbach 2003, ISBN 3-9806390-3-7. Anche seconda edizione.[12]
- Von Wegen – eine Anthologie des Literarischen Vereins der Pfalz. Marsilius Verlag, Speyer 2005, ISBN 3-929242-38-9 * Gedichte – best german underground lyriks. Acheron Verlag, Altenburg 2006, ISBN 3-9810222-1-1
- Die Jahreszeiten der Liebe. Antologia, Martin Werhand Verlag, Melsbach 2006, ISBN 3-9806390-4-5.[13]
- Die Tyrannei von Feder & Flasche – Schriftsteller über Alkohol. Acheron Verlag, Altenburg 2006, ISBN 3-9810222-2-X * Momente & Landschaften. Engelsdorfer Verlag, Berlin 2007, ISBN 3-86703-264-5 * Frauen – Männer. Elbverlag, Torgau 2014, ISBN 978-3-941127-27-2 * Strohblumenstörung – Politische Dichtung der Gegenwart I. Chiliverlag, Verl 2015, ISBN 978-3-943292-24-4
- Weißt Du noch? – Anekdoten aus dem Leben – Erinnerungen. Wendepunkt-Verlag, Weiden 2015, ISBN 978-3-938728-66-6 * Fassadenflucht – Politische Dichtung der Gegenwart II. Chiliverlag, Verl 2015, ISBN 978-3-943292-32-9
- Herzschlaf – Gedichte & Kurzprosa über Trauer, Trost und Hoffnung. Chiliverlag, Verl 2015, ISBN 978-3-943292-35-0